# 茶山街道 (共青城市)
茶山街道，是中华人民共和国江西省九江市共青城市下辖的一个乡镇级行政单位。

## 行政区划
茶山街道下辖以下地区：
东湖区社区、南湖区社区、西湖区社区、北峰区社区、富华社区、共青城农业分场生活区、共青城水产分场生活区和共青城林果分场生活区。